# لويس جونز (لاعب كرة قدم)
لويس جونز (بالإنجليزية: Lewis Jones)‏ هو لاعب كرة قدم بريطاني في مركز الوسط، ولد في 25 ديسمبر 1994 في ليفربول في المملكة المتحدة. لعب مع لنسيغ إيجنيت.

## وصلات خارجية
- لويس جونز (لاعب كرة قدم) على موقع قاعدة بيانات كرة القدم.إي يو (الإنجليزية)
- لويس جونز (لاعب كرة قدم) على موقع ناشيونال فوتبول تيمز (الإنجليزية)